# Synagoge (Dukla)

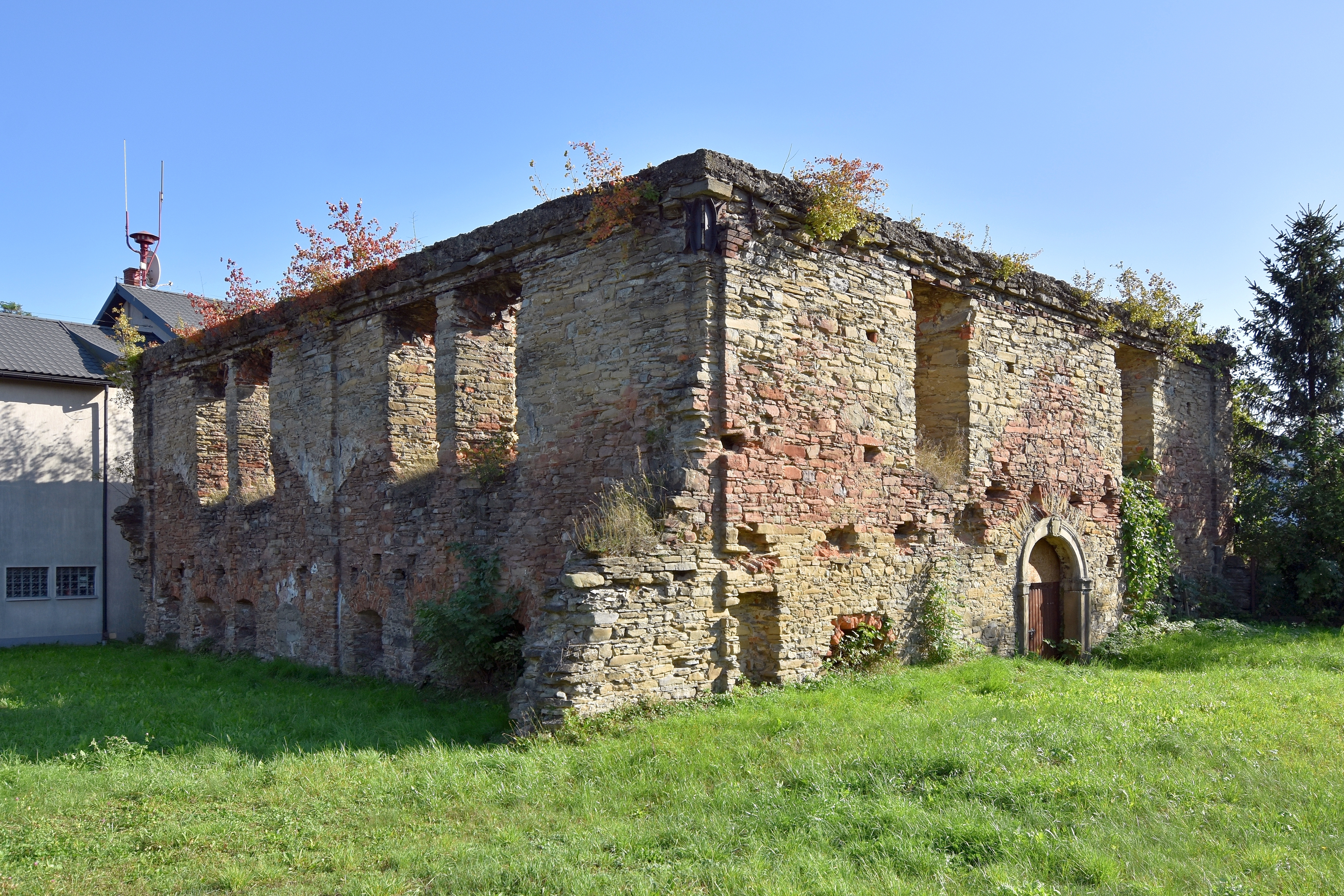
Ruine der Synagoge in Dukla (2020)

Die Synagoge in Dukla, einer polnischen Stadt in der Woiwodschaft Karpatenvorland, wurde 1758 an der Stelle eines hölzernen Vorgängerbaus, der durch einen Brand zerstört wurde, errichtet. Sie war deshalb auch als Neue Synagoge bekannt.
Die Halle des Gebäudes misst 12 × 18 m. Im Norden und Westen gab es Anbauten, die den Vorbau, eine Bibliothek sowie den Gebetsraum der Frauen beherbergten. Diese existieren heute nicht mehr.
Das Gebäude wurde von den deutschen Besatzern während des Zweiten Weltkriegs durch Brand zerstört.
Noch vorhanden sind lediglich das steinerne Portal zur Haupthalle sowie die Nische für den Toraschrein.
Von der Bima in der Raummitte ist nichts mehr vorhanden; es handelte sich um einen als Stützbima bekannten Typ.
Obwohl die Synagoge in der Cergowska-Straße ein geschütztes Kulturdenkmal ist, ist das Gebäude aus Bruchsteinmauerwerk dem Verfall preisgegeben.

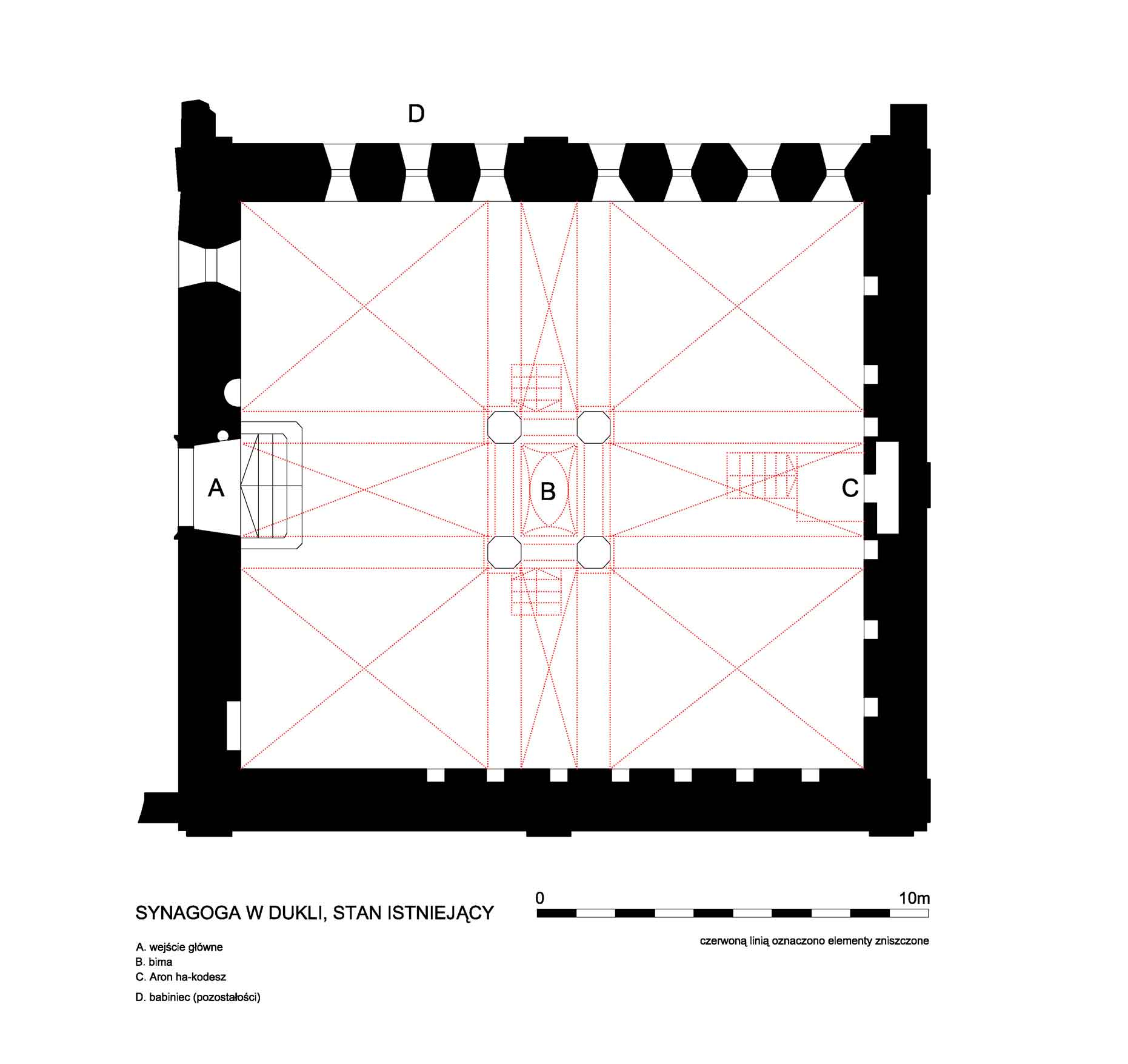
Plan der Synagoge